# 2016 LX89
2016 LX89 est un cubewano, d'environ 290 km de diamètre.